# جيس ستايسي
جيس ستايسي (بالإنجليزية: Jess Stacy)‏ هو عازف جاز وعازف بيانو أمريكي، ولد في 11 أغسطس 1904 في ميزوري في الولايات المتحدة، وتوفي في 1995 في لوس أنجلوس في الولايات المتحدة بسبب مرض.

## وصلات خارجية
- جيس ستايسي على موقع IMDb (الإنجليزية)
- جيس ستايسي على موقع ميوزك برينز (الإنجليزية)
- جيس ستايسي على موقع أول ميوزيك (الإنجليزية)
- جيس ستايسي على موقع ديسكوغز (الإنجليزية)
- جيس ستايسي على موقع قاعدة بيانات الفيلم (الإنجليزية)